# Boreash
Boreash – polska grupa folkrockowa grająca muzykę irlandzką i szkocką.

## Historia
Zespół powstał w roku 1997 z inicjatywy Łukasza Mossmayera, Patrycji Suwały i Marcina Dąbrowicza. W 1998 roku do zespołu dołączył Ireneusz Misiak – basista, rok później druga skrzypaczka – Monika Beszczyńska. W takim składzie Boreash wykonywał przede wszystkim irlandzką muzykę tradycyjną oraz szanty. Kiedy w 2001 roku do zespołu dołączyli Bartek Grudziński (perkusja) oraz Rafał Mędlewski (instrumenty klawiszowe, gitara) brzmienie zespołu zaczęło skłaniać się w stronę rocka. Zespół nagrał płytę Celtica za którą otrzymał nominację do nagrody Fryderyki w 2002 roku w kategorii folk.
W kwietniu 2017 roku, po 10 latach od ostatniego koncertu zespół wznowił działalność.

## Skład
Boreash tworzą:
- Justyna Wołoch – skrzypce
- Patrycja Suwała – skrzypce
- Monika Beszczyńska - skrzypce
- Wojciech Kucharski – gitary
- Marcin Dąbrowicz – gitara
- Łukasz Mossmayer – bodhran, wokal
- Ireneusz Misiak – bas
- Rafał Mędlewski – instrumenty klawiszowe, gitara
- Piotr Brajewski – perkusja

## Dyskografia
- 2002: Celtica show[3][4]
- 2007: Celtic dreams[5]
- 2013: Moc celtyckich bębnów[6]